# Équipe d'Orcades de football
Maillots
L'équipe d'Orcades de football (scots : Orkney representative fitbaa team, anglais : Orkney representative football team) est une sélection des meilleurs joueurs de l'archipel des Orcades, organisée par l'Orkney Amateur Football Association (en), L'association est affiliée à la Fédération écossaise de football.
L'Association de Football d'Orcades a été créée en 1919. Elle participe à des compétitions internationales, l'une d'elles, la plus importante le tournoi de football aux Jeux des Îles.
Orcades jouent dans divers stades de l'île, principalement au stade The Pickaquoy Centre (en) d'une capacité de 1600 places est au stade Bignold Park dans la ville de Kirkwall.
La rivalité entre Orcades et les Shetland est parmi les plus anciennes dans le football, elle débute le premier janvier 1919. Les deux équipes s’affrontent depuis 103 ans, principalement lors de la Coupe Milne qui a lieu chaque année, actuellement le derby est en faveur de la sélection des Shetland.
Cette équipe représente les Orcades est ne doit pas être confondue avec l'Orcades FC.

## Palmarès
Coupe Milne
- Vainqueur : 1921, 1927, 1928, 1930, 1931, 1933, 1935, 1936, 1937, 1939, 1946, 1949, 1950, 1951, 1952, 1955, 1956, 1958, 1959, 1960, 1961, 1962, 1965, 1966, 1973, 1976, 1981, 1988, 1990, 2004, 2012, 2016, 2018, 2021 (34)
- Finaliste : 1919, 1920, 1922, 1923, 1924, 1925, 1926, 1929, 1932, 1934, 1938, 1947, 1948, 1953, 1954, 1957, 1963, 1964, 1967, 1970, 1977, 1978, 1979, 1980, 1982, 1983, 1984, 1985, 1986, 1987, 1989, 1991, 1992, 1993, 1994, 1995, 1996, 1997, 1998, 1999, 2000, 2001, 2002, 2003, 2005, 2006, 2007, 2008, 2009, 2010, 2011, 2013, 2014, 2015, 2017, 2019, 2020, 2022

Coupe Nord-Atlantique (1968-1973)
- Vainqueur : 1968-1973 (1)

Jeux des Îles
- Aucun résultat

Tournoi de football Inter-Jeux des Îles
- Huitième : 2019

### Football aux Jeux des Îles
| Année             | Position                   | MJ                         | V                          | N                          | D                          | BP                         | BC                         |
| ----------------- | -------------------------- | -------------------------- | -------------------------- | -------------------------- | -------------------------- | -------------------------- | -------------------------- |
| Îles Féroé 1989   | -                          | 0                          | 0                          | 0                          | 0                          | 0                          | 0                          |
| Îles Åland 1991   | -                          | 0                          | 0                          | 0                          | 0                          | 0                          | 0                          |
| Île de Wight 1993 | -                          | 0                          | 0                          | 0                          | 0                          | 0                          | 0                          |
| Gibraltar 1995    | -                          | 0                          | 0                          | 0                          | 0                          | 0                          | 0                          |
| Jersey 1997       | -                          | 0                          | 0                          | 0                          | 0                          | 0                          | 0                          |
| Gotland 1999      | -                          | 0                          | 0                          | 0                          | 0                          | 0                          | 0                          |
| Île de Man 2001   | 12e                        | 4                          | 0                          | 0                          | 4                          | 2                          | 20                         |
| Guernesey 2003    | 8e                         | 4                          | 1                          | 0                          | 3                          | 4                          | 24                         |
| Shetland 2005     | 9e                         | 5                          | 1                          | 0                          | 4                          | 7                          | 12                         |
| Rhodes 2007       | -                          | 0                          | 0                          | 0                          | 0                          | 0                          | 0                          |
| Îles Åland 2009   | -                          | 0                          | 0                          | 0                          | 0                          | 0                          | 0                          |
| Île de Wight 2011 | -                          | 0                          | 0                          | 0                          | 0                          | 0                          | 0                          |
| Bermudes 2013     | -                          | 0                          | 0                          | 0                          | 0                          | 0                          | 0                          |
| Jersey 2015       | -                          | 0                          | 0                          | 0                          | 0                          | 0                          | 0                          |
| Gotland 2017      | 9e                         | 4                          | 2                          | 0                          | 2                          | 6                          | 5                          |
| Gibraltar 2019    | Pas de tournoi de football | Pas de tournoi de football | Pas de tournoi de football | Pas de tournoi de football | Pas de tournoi de football | Pas de tournoi de football | Pas de tournoi de football |
| Guernesey 2021    | -                          | -                          | -                          | -                          | -                          | -                          | -                          |
| Total             | 4/15                       | 17                         | 4                          | 0                          | 13                         | 19                         | 61                         |

### Tournoi de football Inter-Jeux des Îles
| Année         | Position | MJ | V | N | D | BP | BC |
| ------------- | -------- | -- | - | - | - | -- | -- |
| Anglesey 2019 | 8e       | 4  | 1 | 0 | 3 | 4  | 11 |
| Total         | 1/1      | 4  | 1 | 0 | 3 | 4  | 11 |

## Rencontres par adversaires et compétitions
Coupe Milne
| Date                            | Lieu     | Finale        | Finale              | Finale        |
| Date                            | Lieu     | Vainqueur     | Score               | Finaliste     |
| ------------------------------- | -------- | ------------- | ------------------- | ------------- |
| 1er janvier 1919                | Orcades  | Îles Shetland | 3-2                 | Orcades       |
| 1er janvier 1920                | Shetland | Îles Shetland | 3-0                 | Orcades       |
| 13 mai 1921                     | Orcades  | Orcades       | 2-1                 | Îles Shetland |
| 1er janvier 1922                | Shetland | Îles Shetland | 7-1                 | Orcades       |
| 1er janvier 1923                | Orcades  | Îles Shetland | 3-2                 | Orcades       |
| 1er janvier 1924                | Shetland | Îles Shetland | 2-1                 | Orcades       |
| 1er janvier 1925                | Orcades  | Îles Shetland | 3-2                 | Orcades       |
| 1er janvier 1926                | Shetland | Îles Shetland | 2-0                 | Orcades       |
| 1er janvier 1927                | Orcades  | Orcades       | 5-1                 | Îles Shetland |
| 1er janvier 1928                | Shetland | Orcades       | 3-2                 | Îles Shetland |
| 1er janvier 1929                | Orcades  | Îles Shetland | 3-1                 | Orcades       |
| 1er janvier 1930                | Shetland | Orcades       | 3-1                 | Îles Shetland |
| 1er janvier 1931                | Orcades  | Orcades       | 5-2                 | Îles Shetland |
| 1er janvier 1932                | Shetland | Îles Shetland | 6-0                 | Orcades       |
| 1er janvier 1933                | Orcades  | Orcades       | 1-0                 | Îles Shetland |
| 1er janvier 1934                | Shetland | Îles Shetland | 4-0                 | Orcades       |
| 1er janvier 1935                | Orcades  | Orcades       | 3-1                 | Îles Shetland |
| 1er janvier 1936                | Shetland | Orcades       | 1-0                 | Îles Shetland |
| 1er janvier 1937                | Orcades  | Orcades       | 4-1                 | Îles Shetland |
| 1er janvier 1938                | Shetland | Îles Shetland | 7-4                 | Orcades       |
| 1er janvier 1939                | Orcades  | Orcades       | 2-0                 | Îles Shetland |
| Pas d'édition entre 1940 à 1945 |          |               |                     |               |
| 1er janvier 1946                | Shetland | Orcades       | 5-3                 | Îles Shetland |
| 1er janvier 1947                | Orcades  | Îles Shetland | 2-2                 | Orcades       |
| 1er août 1948                   | Shetland | Îles Shetland | 2-1                 | Orcades       |
| 1er janvier 1949                | Orcades  | Orcades       | 6-1                 | Îles Shetland |
| 1er janvier 1950                | Shetland | Orcades       | 2-1                 | Îles Shetland |
| 1er août 1951                   | Orcades  | Orcades       | 4-0                 | Îles Shetland |
| 1er janvier 1952                | Shetland | Orcades       | 5-2                 | Îles Shetland |
| 1er janvier 1953                | Orcades  | Îles Shetland | 2-1                 | Orcades       |
| 1er janvier 1954                | Shetland | Îles Shetland | 3-1                 | Orcades       |
| 1er août 1955                   | Orcades  | Orcades       | 2-1                 | Îles Shetland |
| 1er janvier 1956                | Shetland | Orcades       | 6-1                 | Îles Shetland |
| 1er janvier 1957                | Orcades  | Îles Shetland | 4-2                 | Orcades       |
| 1er janvier 1958                | Shetland | Orcades       | 2-0                 | Îles Shetland |
| 1er septembre 1959              | Orcades  | Orcades       | 4-2                 | Îles Shetland |
| 1er janvier 1960                | Shetland | Orcades       | 2-0                 | Îles Shetland |
| 1er septembre 1961              | Orcades  | Orcades       | 6-4                 | Îles Shetland |
| 1er janvier 1962                | Shetland | Orcades       | 5-4                 | Îles Shetland |
| 1er juillet 1963                | Orcades  | Îles Shetland | 9-7                 | Orcades       |
| 1er juillet 1964                | Shetland | Îles Shetland | 3-3                 | Orcades       |
| 1er juillet 1965                | Orcades  | Orcades       | 2-1                 | Îles Shetland |
| 1er juillet 1966                | Shetland | Orcades       | 6-1                 | Îles Shetland |
| 1er août 1967                   | Orcades  | Îles Shetland | 2-1                 | Orcades       |
| Pas d'édition de 1968 à 1969    |          |               |                     |               |
| 1er août 1970                   | Shetland | Îles Shetland | 1-1                 | Orcades       |
| Pas d'édition de 1971 à 1972    |          |               |                     |               |
| 1er juillet 1973                | Orcades  | Orcades       | 3-2                 | Îles Shetland |
| 1er juillet 1974                | Shetland | Îles Shetland | 2-1                 | Orcades       |
| Pas d'édition en 1975           |          |               |                     |               |
| 1er juillet 1976                | Orcades  | Orcades       | 2-1                 | Îles Shetland |
| 1er juillet 1977                | Shetland | Îles Shetland | 1-0                 | Orcades       |
| 1er juillet 1978                | Orcades  | Îles Shetland | 2-1                 | Orcades       |
| 1er juillet 1979                | Shetland | Îles Shetland | 2-0                 | Orcades       |
| 1er juillet 1980                | Orcades  | Îles Shetland | 1-0                 | Orcades       |
| 1er août 1981                   | Shetland | Orcades       | 1-0                 | Îles Shetland |
| 1er juillet 1982                | Orcades  | Îles Shetland | 1-0                 | Orcades       |
| 1er juillet 1983                | Shetland | Îles Shetland | 1-0                 | Orcades       |
| 1er juillet 1984                | Orcades  | Îles Shetland | 1-0                 | Orcades       |
| 1er juillet 1985                | Shetland | Îles Shetland | 6-1                 | Orcades       |
| 1er juillet 1986                | Orcades  | Îles Shetland | 1-0                 | Orcades       |
| 1er juillet 1987                | Shetland | Îles Shetland | 2-0                 | Orcades       |
| 1er juillet 1988                | Orcades  | Orcades       | 1-0                 | Îles Shetland |
| 1er juillet 1989                | Shetland | Îles Shetland | 4-1                 | Orcades       |
| 1er juillet 1990                | Orcades  | Orcades       | 1-0                 | Îles Shetland |
| 1er juillet 1991                | Shetland | Îles Shetland | 4-2                 | Orcades       |
| 1er juillet 1992                | Orcades  | Îles Shetland | 2-0                 | Orcades       |
| 31 juillet 1993                 | Shetland | Îles Shetland | 3-0                 | Orcades       |
| 30 juillet 1994                 | Orcades  | Îles Shetland | 0-0                 | Orcades       |
| 29 juillet 1995                 | Shetland | Îles Shetland | 2-0                 | Orcades       |
| 27 juillet 1996                 | Orcades  | Îles Shetland | 4-0                 | Orcades       |
| 26 juillet 1997                 | Shetland | Îles Shetland | 5-0                 | Orcades       |
| 25 juillet 1998                 | Orcades  | Îles Shetland | 3-2                 | Orcades       |
| 31 juillet 1999                 | Shetland | Îles Shetland | 4-1                 | Orcades       |
| 29 juillet 2000                 | Orcades  | Îles Shetland | 7-0                 | Orcades       |
| 25 août 2001                    | Shetland | Îles Shetland | 2-1                 | Orcades       |
| 1er juillet 2002                | Orcades  | Îles Shetland | 3-1                 | Orcades       |
| 25 juillet 2003                 | Shetland | Îles Shetland | 4-1                 | Orcades       |
| 31 juillet 2004                 | Orcades  | Orcades       | 4-4 (t.a.b : 5 - 4) | Îles Shetland |
| 29 juillet 2005                 | Shetland | Îles Shetland | 3-0                 | Orcades       |
| 29 juillet 2006                 | Orcades  | Îles Shetland | 4-0                 | Orcades       |
| 28 juillet 2007                 | Shetland | Îles Shetland | 4-1                 | Orcades       |
| 26 juillet 2008                 | Orcades  | Îles Shetland | 2-1                 | Orcades       |
| 26 juillet 2009                 | Shetland | Îles Shetland | 1-0                 | Orcades       |
| 30 juillet 2010                 | Orcades  | Îles Shetland | 2-0                 | Orcades       |
| 30 juillet 2011                 | Shetland | Îles Shetland | 1-0                 | Orcades       |
| 28 juillet 2012                 | Orcades  | Orcades       | 3-1                 | Îles Shetland |
| 27 juillet 2013                 | Shetland | Îles Shetland | 4-1                 | Orcades       |
| 13 juillet 2014                 | Orcades  | Îles Shetland | 3-2                 | Orcades       |
| 1er août 2015                   | Shetland | Îles Shetland | 6-0                 | Orcades       |
| 30 juillet 2016                 | Orcades  | Orcades       | 3-2                 | Îles Shetland |
| 29 juillet 2017                 | Shetland | Îles Shetland | 2-0                 | Orcades       |
| 28 juillet 2018                 | Orcades  | Orcades       | 5-1                 | Îles Shetland |
| 27 juillet 2019                 | Shetland | Îles Shetland | 1-1 (t.a.b : 5 - 4) | Orcades       |
| 17 octobre 2020                 | Orcades  | Îles Shetland | 1-0                 | Orcades       |
| 31 juillet 2021                 | Shetland | Orcades       | 2-1                 | Îles Shetland |
| 30 juillet 2022                 | Orcades  | Îles Shetland | 8-0                 | Orcades       |

Coupe Nord-Atlantique 1968-1973
| Date            | Lieu          | Finale        | Finale | Finale        |
| Date            | Lieu          | Vainqueur     | Score  | Finaliste     |
| --------------- | ------------- | ------------- | ------ | ------------- |
| 14 juillet 1968 | Îles Féroé    | Orcades       | 2-0    | Îles Féroé    |
| 19 juillet 1968 | Îles Féroé    | Îles Shetland | 3-2    | Orcades       |
| 24 juillet 1969 | Îles Shetland | Îles Shetland | 3-0    | Orcades       |
| 10 juillet 1970 | Orcades       | Îles Féroé    | 4-2    | Orcades       |
| 20 juin 1971    | Îles Féroé    | Orcades       | 1-1    | Îles Féroé    |
| 30 juin 1972    | Îles Féroé    | Orcades       | 7-1    | Îles Shetland |
| 30 juin 1972    | Îles Shetland | Orcades       | 3-1    | Îles Shetland |
| 18 juin 1973    | Orcades       | Orcades       | 2-1    | Îles Féroé    |

Amical
| Date            | Lieu       | Finale     | Finale | Finale  |
| Date            | Lieu       | Victoire   | Score  | Défaite |
| --------------- | ---------- | ---------- | ------ | ------- |
| 10 juillet 1979 | Îles Féroé | Îles Féroé | 4-3    | Orcades |

Football aux Jeux des Îles
| Date            | Lieu       | Finale         | Finale | Finale         |
| Date            | Lieu       | Vainqueur      | Score  | Défaite        |
| --------------- | ---------- | -------------- | ------ | -------------- |
| 8 juillet 2001  | Île de Man | Jersey         | 12-0   | Orcades        |
| 10 juillet 2001 | Île de Man | Gibraltar      | 2-0    | Orcades        |
| 12 juillet 2001 | Île de Man | Saaremaa       | 2-1    | Orcades        |
| 13 juillet 2001 | Île de Man | Îles Malouines | 4-1    | Orcades        |
| 30 juin 2003    | Guernesey  | Guernesey      | 10-0   | Orcades        |
| 1 juillet 2003  | Guernesey  | Orcades        | 3-1    | Aurigny        |
| 3 juillet 2003  | Guernesey  | Gibraltar      | 7-1    | Orcades        |
| 4 juillet 2003  | Guernesey  | Îles Shetland  | 6-0    | Orcades        |
| 10 juillet 2005 | Shetland   | Guernesey      | 3-0    | Orcades        |
| 11 juillet 2005 | Shetland   | Groenland      | 2-1    | Orcades        |
| 12 juillet 2005 | Shetland   | Anglesey       | 2-0    | Orcades        |
| 14 juillet 2005 | Shetland   | Île de Wight   | 5-4    | Orcades        |
| 15 juillet 2005 | Shetland   | Orcades        | 2-0    | Îles Malouines |
| 25 juin 2017    | Gotland    | Minorque       | 1-0    | Orcades        |
| 26 juin 2017    | Gotland    | Orcades        | 3-0    | Aurigny        |
| 27 juin 2017    | Gotland    | Jersey         | 3-0    | Orcades        |
| 29 juin 2017    | Gotland    | Orcades        | 3-1    | Îles Shetland  |

Tournoi de football Inter-Jeux des Îles
| Date         | Lieu     | Finale    | Finale | Finale               |
| Date         | Lieu     | Vainqueur | Score  | Défaite              |
| ------------ | -------- | --------- | ------ | -------------------- |
| 16 juin 2019 | Anglesey | Jersey    | 5-0    | Orcades              |
| 17 juin 2019 | Anglesey | Anglesey  | 3-1    | Orcades              |
| 18 juin 2019 | Anglesey | Orcades   | 2-1    | Hébrides extérieures |
| 20 juin 2019 | Anglesey | Aurigny   | 2-1    | Orcades              |

(mise à jour le 30/07/2022 : La dernière rencontre des Orcades a eu lieu le 30 juillet 2022, lors de la Coupe Milne 2022. Les prochaines rencontres auront lieu lors de la Coupe Milne 2022 et pendant le tournoi de football aux Jeux des Îles 2023.)

## Équipes rencontrées
| Adversaire           | Joués | Victoires | Matchs nuls | Défaites | Buts pour | Buts contre |
| -------------------- | ----- | --------- | ----------- | -------- | --------- | ----------- |
| Îles Shetland        | 99    | 36        | 6           | 57       | 187       | 248         |
| Îles Féroé           | 5     | 2         | 1           | 2        | 10        | 10          |
| Jersey               | 3     | 0         | 0           | 3        | 0         | 20          |
| Aurigny              | 3     | 2         | 0           | 1        | 7         | 3           |
| Gibraltar            | 2     | 0         | 0           | 2        | 1         | 9           |
| Guernesey            | 2     | 0         | 0           | 2        | 0         | 13          |
| Îles Malouines       | 2     | 1         | 0           | 1        | 3         | 4           |
| Anglesey             | 2     | 0         | 0           | 2        | 1         | 5           |
| Groenland            | 1     | 0         | 0           | 1        | 1         | 2           |
| Île de Wight         | 1     | 0         | 0           | 1        | 4         | 5           |
| Saaremaa             | 1     | 0         | 0           | 1        | 1         | 2           |
| Minorque             | 1     | 0         | 0           | 1        | 0         | 1           |
| Hébrides extérieures | 1     | 1         | 0           | 0        | 2         | 1           |
| Total                | 123   | 42        | 7           | 74       | 217       | 323         |